# Vision of the Seas
Vision of the Seas — шестое круизное судно класса Vision, находящееся в собственности компании Royal Caribbean Cruises Ltd. и эксплуатируемое оператором Royal Caribbean International, было построено на верфи  Chantiers de l'Atlantique, (ныне:STX Europe) в Сен-Назере, Франция в 1998 году и давшее название классу.
Серия из шести судов включает в себя также суда-близнецы Legend of the Seas, Splendour of the Seas, Rhapsody of the Seas, Grandeur of the Seas и Enchantment of the Seas. Крёстной матерью судна является Элен Морин Стефан (Helen Morin Stephan). 7 апреля 2002 перерегистрировано на Багамах и ходит под багамским флагом. Порт приписки — Нассау.

## История судна
Киль судна был заложен под номером F31 29 октября 1996 года на судостроительной верфи Chantiers de l'Atlantique, STX Europe в Сен-Назере, Франция. Спущен на воду 1 сентября 1997 года. Передан Royal Caribbean Cruises Ltd., Осло, Норвегия 15 апреля 1998 года. Первый рейс состоялся 2 мая 1998 года.